# Herrarnas åtta med styrman i rodd vid olympiska sommarspelen 2000
Herrarnas åtta med styrman i rodd vid olympiska sommarspelen 2000 avgjordes mellan den 18 och 24 september 2000.

## Medaljörer
| Gren             | Guld | Silver | Brons |
| Åtta med styrman | Storbritannien Andrew Lindsay Ben Hunt-Davis Simon Dennis Louis Attrill Luka Grubor Kieran West Fred Scarlett Steve Trapmore Rowley Douglas | Australien Christian Ryan Alastair Gordon Nick Porzig Robert Jahrling Mike McKay Stuart Welch Daniel Burke Jaime Fernandez Brett Hayman | Kroatien Igor Francetić Tihomir Franković Tomislav Smoljanović Nikša Skelin Siniša Skelin Krešimir Čuljak Igor Boraska Branimir Vujević Silvijo Petriško |

## Resultat

### Heat

#### Heat 1
| Placering | Roddare                                                                                     | Land          | Tid     | Noteringar |
| --------- | ------------------------------------------------------------------------------------------- | ------------- | ------- | ---------- |
| 1         | Francetić, Franković, Smoljanović, N. Skelin, S. Skelin, Čuljak, Boraska, Vujević, Petriško | Kroatien      | 5:33,33 | A          |
| 2         | Volpenhein, Kaehler, Collins, Welsh, Simon, Ahrens, Miller, Klepacki, Cipollone             | USA           | 5:35,70 | R          |
| 3         | Middag, van der Noort, van der Zwan, Eggenkamp, Derksen, Kind, Cirkel, Rienks, van Oijen    | Nederländerna | 5:36,42 | R          |
| 4         | Mutescu, Măstăcan, Nemţoc, Tudor, Talapan, Bănică, Pirvan, Alupei, Raducanu                 | Rumänien      | 5:56,93 | R          |
| 5         | Cascone, Berra, Palmisano, Penna, Pinton, Leonardo, Corona, Ghezzi, Iannuzzi                | Italien       | 5:39,69 | R          |

#### Heat 2
| Placering | Roddare                                                                                           | Land           | Tid     | Noteringar |
| --------- | ------------------------------------------------------------------------------------------------- | -------------- | ------- | ---------- |
| 1         | Ryan, Gordon, Porzig, Jahrling, McKay, Welch, Burke, Fernandez, Hayman                            | Australien     | 5:32,85 | A          |
| 2         | Lindsay, Hunt-Davis, Dennis, Attrill, Grubor, West, Scarlett, Trapmore, Douglas                   | Storbritannien | 5:34,47 | R          |
| 3         | Belenkie, Donnelly, Swick, Herschmiller, Varga, Crooks, Calder, Parfitt, Taylor                   | Kanada         | 5:38,48 | R          |
| 4         | Matvejev, Aksjonov, Melnikov, Gluchov, Kovalev, Volodenkov, Rozinkevitj, Tjermasjentsev, Lukjanov | Ryssland       | 5:40,55 | R          |

### Återkval

#### Återkval 1
| Placering | Roddare                                                                         | Land     | Tid     | Noteringar |
| --------- | ------------------------------------------------------------------------------- | -------- | ------- | ---------- |
| 1         | Volpenhein, Kaehler, Collins, Welsh, Simon, Ahrens, Miller, Klepacki, Cipollone | USA      | 5:43,22 | A          |
| 2         | Mutescu, Măstăcan, Nemţoc, Tudor, Talapan, Bănică, Pirvan, Alupei, Raducanu     | Rumänien | 5:43,24 | A          |
| 3         | Belenkie, Donnelly, Swick, Herschmiller, Varga, Crooks, Calder, Parfitt, Taylor | Kanada   | 5:45,18 | B          |

#### Återkval 2
| Placering | Roddare                                                                                              | Land           | Tid     | Noteringar |
| --------- | --- | -------------- | ------- | ---------- |
| 1         | Lindsay, Hunt-Davis, Dennis, Attrill, Grubor, West, Scarlett, Trapmore, Douglas                      | Storbritannien | 5:38,59 | A          |
| 2         | Cascone, Berra, Palmisano, Penna, Pinton, Leonardo, Corona, Ghezzi, Iannuzzi                         | Italien        | 5:41,23 | A          |
| 3         | Matvejev, Litvintchev, Melnikov, Gluchov, Kovalev, Volodenkov, Rozinkevitj, Tjermasjentsev, Lukjanov | Ryssland       | 5:43,88 | B          |
| 4         | Middag, van der Noort, van der Zwan, Eggenkamp, Derksen, Kind, Cirkel, Rienks, van Oijen             | Nederländerna  | 5:44,91 | B          |

### Finaler

#### Final B
| Placering | Roddare                                                                                              | Land          | Tid     | Noteringar |
| --------- | --- | ------------- | ------- | ---------- |
| 1         | Belenkie, Donnelly, Swick, Herschmiller, Varga, Crooks, Calder, Parfitt, Taylor                      | Kanada        | 5:36,30 |            |
| 2         | Middag, van der Noort, van der Zwan, Eggenkamp, Derksen, Kind, Cirkel, Rienks, van Oijen             | Nederländerna | 5:36,63 |            |
| 3         | Matvejev, Litvintchev, Melnikov, Gluchov, Kovalev, Volodenkov, Rozinkevitj, Tjermasjentsev, Lukjanov | Ryssland      | 5:45,18 |            |

#### Final A
| Placering | Roddare                                                                                     | Land           | Tid     | Noteringar |
| --------- | ------------------------------------------------------------------------------------------- | -------------- | ------- | ---------- |
| 1         | Lindsay, Hunt-Davis, Dennis, Attrill, Grubor, West, Scarlett, Trapmore, Douglas             | Storbritannien | 5:33,08 |            |
| 2         | Ryan, Gordon, Porzig, Jahrling, McKay, Welch, Burke, Fernandez, Hayman                      | Australien     | 5:33,88 |            |
| 3         | Francetić, Franković, Smoljanović, N. Skelin, S. Skelin, Čuljak, Boraska, Vujević, Petriško | Kroatien       | 5:34,85 |            |
| 4         | Cascone, Berra, Palmisano, Penna, Pinton, Leonardo, Corona, Ghezzi, Iannuzzi                | Italien        | 5:35,37 |            |
| 5         | Volpenhein, Kaehler, Collins, Welsh, Simon, Ahrens, Miller, Klepacki, Cipollone             | USA            | 5:39,16 |            |
| 6         | Mutescu, Măstăcan, Nemţoc, Tudor, Talapan, Bănică, Pirvan, Alupei, Raducanu                 | Rumänien       | 5:43,89 |            |